# Kostel Narození Panny Marie (Brumovice)
Kostel Narození Panny Marie v Brumovicích je římskokatolický jednolodní kostel postavený v letech 1783–1784. Je chráněn jako kulturní památka České republiky.

## Historie
Kostel byl vybudován v letech 1783–1784 na místě staršího kostela, který se zmiňuje už v roce 1561. Z původního kostela se snad dochovalo jádro věže. Nad vstupním portálem umístěn znak Aloise Josefa z Lichtenštejna.